# Žalm 5
Žalm 5 („Hospodine, přej sluchu mým slovům“) je biblický žalm. Žalm je nadepsán těmito slovy: „Pro předního zpěváka ke hře na flétnu. Žalm Davidův.“ Podle některých vykladačů toto nadepsání znamená, že žalm byl určen k tomu, aby jej při určitých příležitostech odzpívával zkušený zpěvák za přítomnosti krále z Davidova rodu s doprovodem hudebního nástroje, jenž je v hebrejštině označen jako nechilot (נְחִילוֹת). Raši ovšem výraz nechilot neztotožňuje s žádným doprovodným nástrojem, ale vykládá ho jako „shluk“ a uvádí, že výše uvedené nadepsání žalmu znamená, že se ve skutečnosti jedná o modlitbu, kterou pronáší žalmista za celý Izrael v době, kdy se proti němu shlukují zástupy nepřátel.

## Užití
Spis Šimuš Tehilim („Užití Žalmů“), jehož autorem je zřejmě židovský učenec Chaj Ga'on (939–1038), uvádí, že recitace 5. žalmu je prospěšná jako prevence proti zlým duchům a je nápomocná těm, kteří jsou nuceni se obrátit s žádostí nebo prosbou na nějakého vlivného jedince.